# Jigyel Ugyen Wangchuck
Titre
Prince héritier du Bhoutan
14 décembre 2006 – 5 février 2016
(9 ans, 1 mois et 22 jours)
Le prince Dasho Jigyel Ugyen Wangchuck, né le 16 juillet 1984 à New Delhi (Inde), est le prince héritier du Bhoutan entre l'accession au trône de son frère, Jigme Khesar Namgyel Wangchuck en 2006, et la naissance de son neveu, Jigme Namgyel Wangchuck en 2016.
Il est le deuxième fils de Jigme Singye Wangchuck, issu de son union avec la reine mère Ashi Dorji Wangmo Wanghuck. Il a une sœur aînée, la princesse Ashi Sonam Dechen Wangchuck, ainsi que quatre demi-frères et quatre demi-sœurs.

## Biographie

### Jeunesse et éducation
Jigyel Ugyen Wangchuck naît le 16 juillet 1984 à New Delhi, en Inde.
Il étudie à la Lungtenzampa Middle Secondary School, puis à la Yangchenphug Higher Secondary School (en), avant d'être diplômé de la Choate Rosemary Hall en 2003,,. Après avoir servi, fin 2003, dans la milice contre le Front uni de libération de l'Assam, il part apprendre l'histoire et la politique au St. Peter's College (université d'Oxford) et en sort diplômé en 2007,,.

### Missions royales et engagement pour les Jeux olympiques
Même s'il partage ses responsabilités avec ses frères et sœurs, le Prince Jigyel Ugyen voyage beaucoup pour représenter le roi au Bhoutan et à l'étranger. En 2008, il prononce un discours d'ouverture au Smithsonian Folklife Festival, avant d'aller interagir avec les visiteurs. Il se rend ensuite avec plusieurs artistes au Festival du Bhoutan 2008, à l'université du Texas à El Paso.
En tant que représentant du roi au Comité olympique du Bhoutan, il se rend à Copenhague pour assister au XIIIe Congrès olympique en 2009. Il est élu président du comité olympique du Bhoutan (COB) en 2010. Il est membre du comité permanent du Conseil olympique d'Asie (COA) depuis 2011. Lors de la 34e Assemblée générale du COA tenue en 2015, il est nommé à la présidence du Comité des Relations Internationales pour un mandat de quatre ans (2015-2019). En 2015, il est également réélu à l’unanimité à la présidence du COB pour un deuxième mandat jusqu'en 2018.

### Cause humanitaire
Avec sa sœur, la Princesse Sonam Dechen Wangchuck, le Prince Jigyel Ugyen est membre du conseil d'administration de la Fondation Tarayana depuis 2003. Fondée par leur mère, la Reine mère Dorji Wangmo, la fondation concentre ses efforts pour réduire la pauvreté au Bhoutan.

### Vie privée
Jigyel Ugyen Wangchuck a plusieurs centres d'intérêt, tels que le tir à l'arc, le tir sportif, le basket-ball et le cyclisme.

### Titres et décorations

#### Titres
- depuis le 16 juillet 1984 : Son Altesse Royale le prince Dasho Jigyel Ugyen Wangchuck[2]

#### Distinctions honorifiques
- Médaille commémorative du jubilé d'argent du roi Jigme Singye (2 juin 1999)[2].
- Écharpe Rouge Royale (28 août 2007)[2],[3],[4].
- Médaille du couronnement du roi Jigme Khesar (6 novembre 2008)[2].
- Médaille commémorative du centenaire de la monarchie (6 novembre 2008)[2].
- Médaille commémorant le 60e anniversaire du roi Jigme Singye (11 novembre 2015)[2].